# VMware ESXi
VMware ESXi（ヴイエムウェア・イーエスエックスアイ、主にイーエスエックスアイと通称）は、VMware が仮想コンピュータを導入して提供するために開発したエンタープライズクラスのハイパーバイザである。以前の製品名は「ESX」。
同製品はホストOSが不要で、ハードウェアに直接インストールして動かせる独立したハイパーバイザで、いわゆるアプリケーションではない。このような製品を、一般にはベアメタルハイパーバイザと呼ぶ。ESX とは Elastic Sky X の略であり、ESXi は Elastic Sky X integrated の略である。オンプレミス環境やクラウド環境の仮想化や構築に用いられる｡
2025年4月10日より再提供が開始された無償版は、vCenterでの集中管理に対応せず、個別ホストごとに「VMware Host Client」で管理する必要があり、仮想マシンのvCPUは最大8個までの制限がある。2024年2月12日から2025年4月9日までの期間、提供停止されていた。